# Самуеле Ді Бенедетто
Самуеле Ді Бенедетто (нім. Samuele Di Benedetto, нар. 16 липня 2005, Швабський Гмюнд, Німеччина) — німецький футболіст італійського походження, опорний півзахисник другого складу «Штутгарта».

## Ігрова кар'єра

### Клубна
Самуеле Ді Бенедетто починав грати у футбол в молодіжних командах «Нормандія Гмюнд» та «Гайденгайм». У 2019 році футболіст приєднався до «Штутгарта», з яким в червні 2022 року підписав професійний контракт до 2026 року. Першу гру в основі команди в чемпіонаті Німеччини Ді Бенедетто провів 27 січня 2024 року, коли вийшов на заміну у матчі проти «РБ Лейпциг».

### Збірна
В травні 2022 року у складі збірної Німеччини (U-17) Самуеле Ді Бенедетто брав участь у юнацькому чемпіонаті Європи в Ізраїлі. На турнірі футболіст провів чотири матчі.